# Rhamnus alaternus
Rhamnus alaternus é uma espécie de planta com flor da família Rhamnaceae. É popularmente conhecida como aderno-bastardo, aderno-bravo, espinheiro-cerval ou sanguinho-das-sebes.
É a planta hospedeira da borboleta cleópatra.

## Etimologia
O nome do género deriva do grego antigo "rabdos", ou “pau”, como referência à presença em muitas espécies de espinhos no término dos ramos. O nome específico, do latim, alaternus, semelhante a "alternus" ou “alterno”, é referência às folhas alternas.

## Descrição
Rhamnus alaternus é um arbusto de folha persistente, com cerca de 1 a 5 metros de altura ,apresentando uma forma densa e arredondada. Os ramos possuem uma casca de cor avermelhada e ramos jovens pubescentes, arredondados e com folhagem compacta com folhas inteiras, serrilhadas, alternas de cerca de 2 a 6 cm de comprimento, por vezes quase opostas, nervadas, ovais ou lanceoladas, de aspecto coriáceo, verde brilhantes da parte superior e verde amareladas da parte inferior.
As pequenas flores fragrantes, de cor branca esverdeada, estão juntas num pequeno racemo axilar, possuindo 4 pétalas. A época de floração estende-se de Fevereiro a Abril. Os frutos são drupas obovóides de cor vermelha acastanhada com cerca de 3 a 4 mm, contendo de 2 a 4 sementes de cor branca. A frutificação dá-se no Verão. A drupa torna-se de cor preta quando amadurece. Os frutos possuem propriedades medicinais, podendo ser usados com cuidado como laxativos.
São plantas muito resistentes à seca. É uma planta dioica. O seu crescimento é relativamente rápido.

## Distribuição
Esta espécie esta presente na maioria dos países mediterrânicos. Pode ser encontrada nomeadamente em França, Portugal, Espanha, ex-Jugoslávia, Albânia, Grécia, Itália, Turquia, Israel, Líbia, Tunísia, Agélia, Marrocos e Ucrânia.
Encontra-se em estado naturalizado na Austrália e na Nova-Zelândia. É utilizada em programas de reflorestação.
Em Portugal ocorre em praticamente todo o país, predominando no centro e sul do país.

## Habitat
Está dispersa em bosques e matagais termofílicos de folha persistente ou  marcescente das regiões de clima mediterrânico, desde o nível do mar até aos 700 m de altitude. Ocorre também em sebes e orlas de bosques. Tem uma boa tolerância a ventos marítimos.

## Propriedades
Os frutos possuem propriedades medicinais e podem utilizar-se com precaução como laxante.
A planta é utilizada como purgante, laxante, adstringente (ritidoma).

## Uso
É usada como planta ornamental, em sebes e em jardins.
Na indústria de corantes é utilizada para produzir pigmento de cor acastanhada que podem servir para tingimento de lã. A madeira pode ser usada na indústria dos embutidos.

## Taxonomia
Rhamnus alaternus foi descrita por Lineu e publicado em Species Plantarum 1: 193–194, no ano de 1753.

## Citologia
O número de cromossomas de Rhamnus alaternus (Fam. Rhamnaceae) e táxones infraespecíficos é de 2n=24

## Subespécies
- Rhamnus alaternus L. subsp. alaternus
- Rhamnus alaternus L. subsp. myrtifolia (Willk.) Maire
- Rhamnus alaternus L. subsp. pendula (Pamp.) Jafri

## Galeria

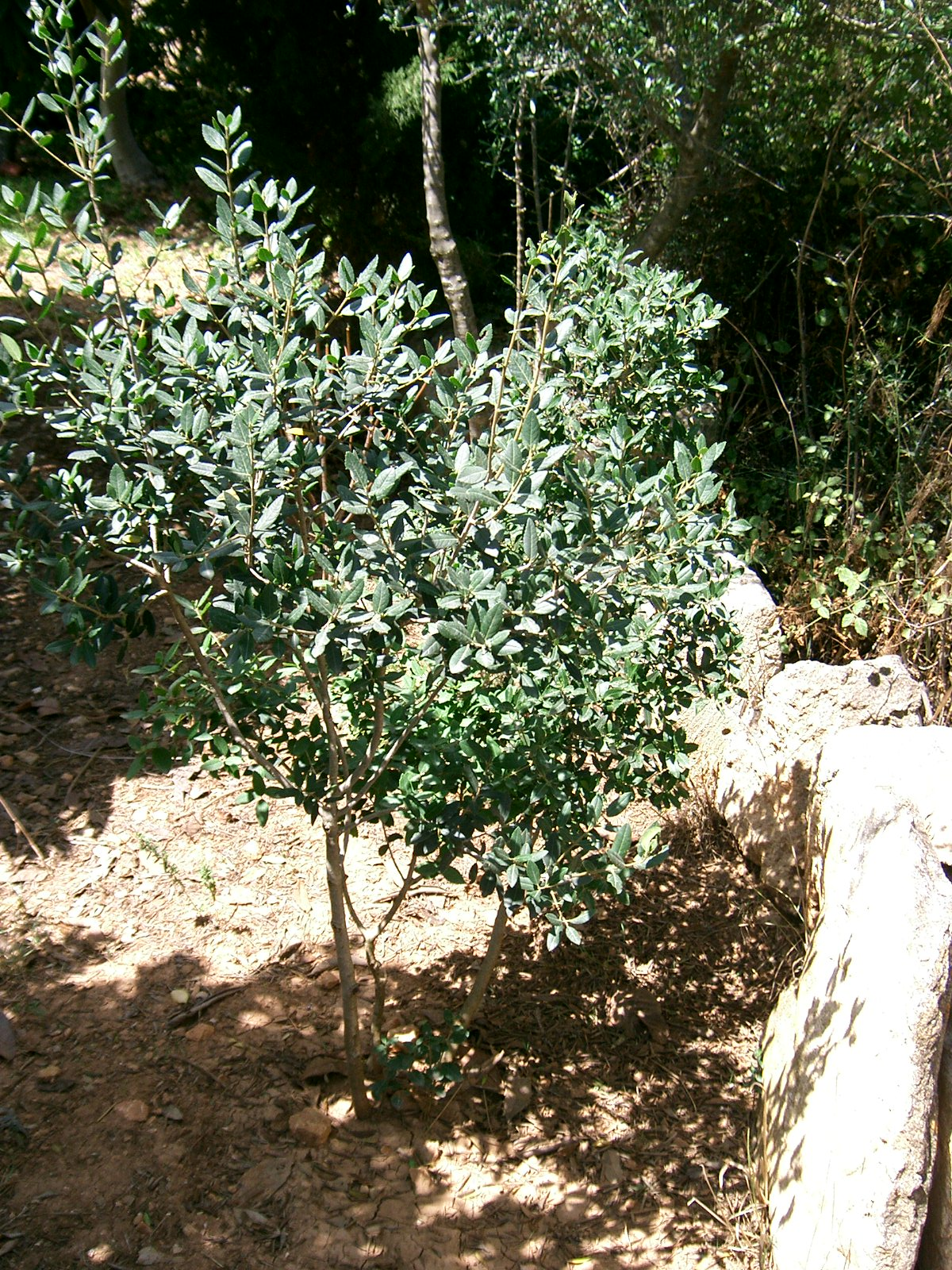
Planta de Rhamnus alaternus
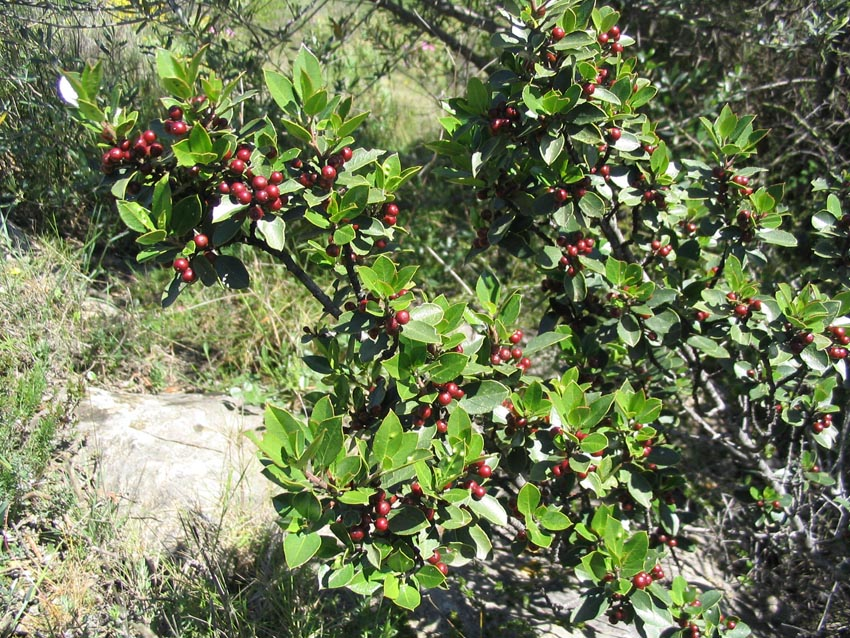
Planta de Rhamnus alaternus
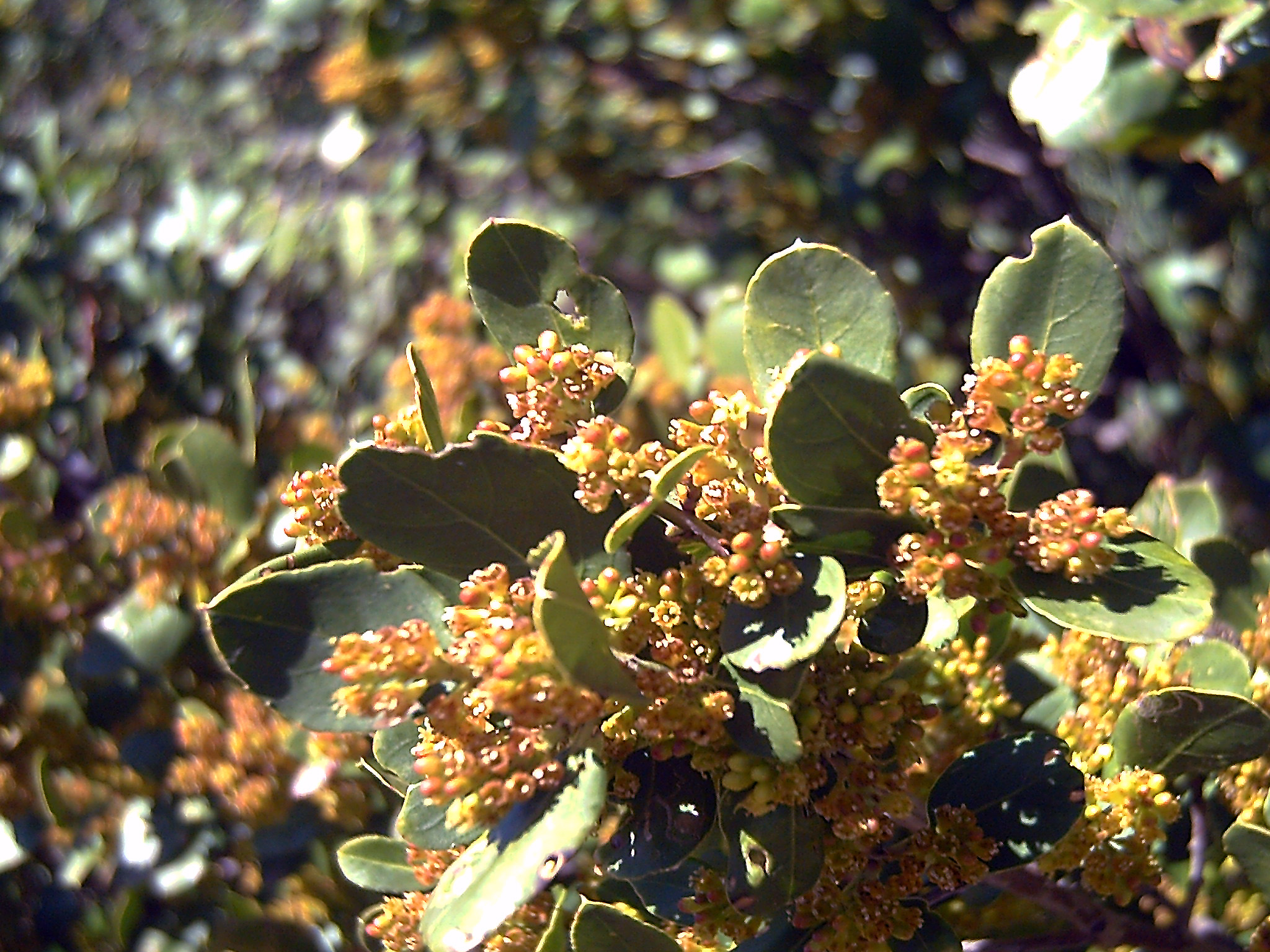
Flores de Rhamnus alaternus
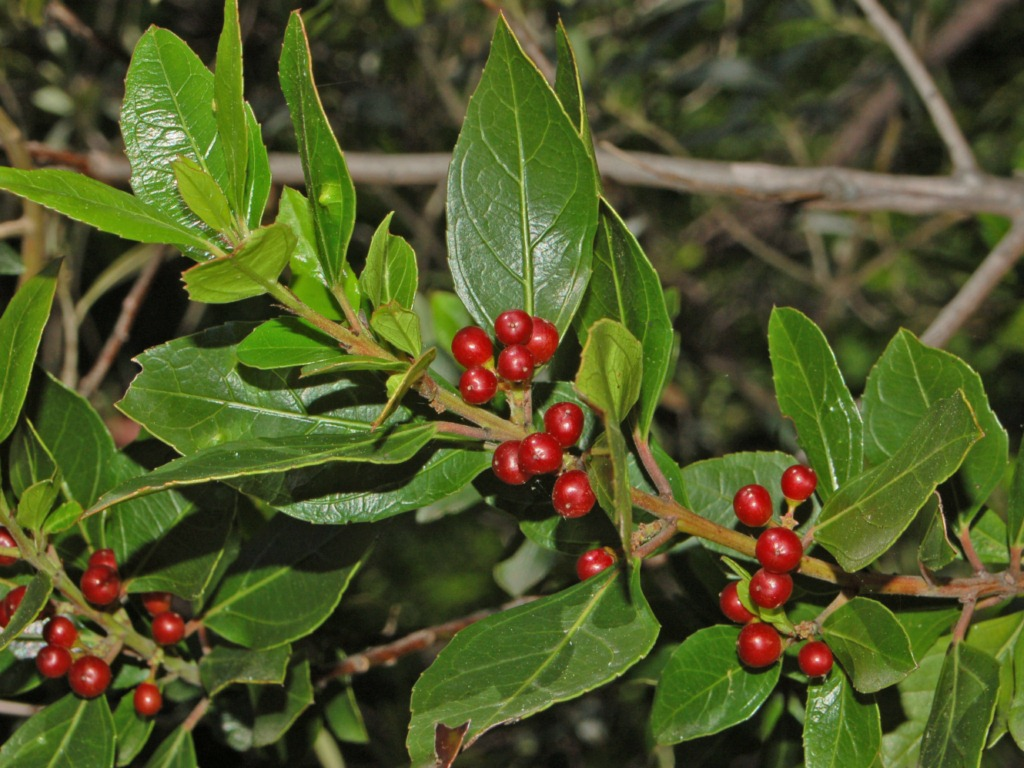
Folhas e frutos de Rhamnus alaternus